# A&W Food Services of Canada
A&W Food Services of Canada è una catena canadese di fast food. Opera commercialmente sotto il semplice nome di A&W in tutto il territorio canadese.

## Storia
Il primo fast food della catena A&W in Canada fu aperto a Winnipeg nel 1956 sotto il controllo della casa madre A&W Restaurants. La A&W Food Services of Canada  nasce nel 1972 quando la multinazionale Unilever acquistò dalla casa madre la filiale canadese delle attività.
In base ad un accordo tra le compagnie la A&W Restaurants può utilizzare il logo comune in tutto il mondo mentre la A&W Food Services of Canada può utilizzarlo solo in Canada. Il logo delle aziende pertanto è sostanzialmente identico nel disegno e varia solo nei colori (in quello canadese sono marrone scuro e arancione, in quello americano marrone scuro e marrone chiaro). L'accordo vale anche per il nome dei prodotti venduti nei ristoranti, attualmente però le due aziende hanno menù completamente separati ad eccezione del Papa Burger, presente in entrambi i listini.
Nel 1995 l'azienda fu venduta dalla Unilever e acquistata dai dirigenti della compagnia stessa, tramite un'operazione di management buyout, pertanto ora è completamente indipendente ed è quotata al Toronto Stock Exchange.